# Temesnagyfalu
Temesnagyfalu (románul: Satu Mare, szerbül: Наћфала) település Romániában, a Partiumban, Arad megyében.

## Fekvése
Aradtól nyugatra, Nagyszentmiklóstól keletre, Székesút és Perjámos közt fekvő település.

## Népessége
| 2011 | 840 |
| 2021 | 910 |

## Története
Temesnagyfalu, Nagyfalu Árpád-kori település. Neve már az 1333–1335. évi pápai tizedjegyzékben is az egyházas helyek között szerepelt.
1355-ben Nagy Lajos király adományozta Zynghi Miklós esztergomi érseknek, valamint testvéreinek, Jánosnak és Tamásnak, majd 1383-ban Miklós esztergomi érsek öccse, Tamás mester fia István, másfelől Vásári János fia László fia Demeter osztoztak meg rajta.
1403-ban Tamás mester – aki a Rupolujvári család őse volt – két fiának Istvánnak és Jánosnak hűtlensége miatt Zsigmond király összes birtokaikat, így Nagyfalut is elkobozta, az utóbbit Tapsoni Anthimi Jánosnak adományozta, kiről fiaira, Miklósra és Jánosra szállt, akik még 1432-ben is Nagyfalu birtokosai voltak. 1440–1450 között az Anthimi család a birtok egy részét elzálogosította Fejéregyházi János deáknak, majd pedig eladta a váradi káptalannak, míg a másik részt 1453-ban csereképpen átengedte Hunyadi Jánosnak. Később Mátyás király ezt a részt a lippai uradalomhoz csatolta, és 1463-ban anyjának udvartartására rendelte, majd 1464 körül a Jaksics családnak adományozta. 1480-ban Jaksics István volt a földesura.
A Jaksics család 1543-ban való kihalta után, Petrovics Péter Temesvárhoz csatolta, 1551-ben pedig azt állította, hogy az ő magánbirtokához: Csálya várához tartozik. A Jaksicsok itteni birtoklása alatt a faluba szerbek költöztek. Az 1557–1558. évi összeíráskor 70 szerb gazdát írtak itt össze. A család kihalta után birtokos nélkül maradt Jaksics-részt I. Ferdinánd 1558-ban Földvári Istvánnak és testvéreinek adományozta. 1559-ben Bornemisza Benedek foglalta le magának a falut, és saját tiszttartója alá helyezte. Az 1561–1564. évi adóösszeírásokkor a nagyváradi káptalan és Olcsárovics Demeter birtokában volt. 1597-ben Báthory Zsigmond erdélyi fejedelem Lapispataki Segnyei Miklósnak adományozta.
A 17. századból Nagyfaluról nem maradt fenn adat, de az 1717. évi jegyzék szerint 16 házból állt és a temesi kerülethez tartozott. 1753-ban a temesvári igazgatóság vámházat épített itt. 1768-ból maradt feljegyzések szerint április 21-én II. József is átutazott a településen, és míg itt lovakat váltottak, megebédelt. A 20. század elején még állt a szerb templom közelében az a ház, ahol a császár megpihent és megebédelt. 1779-ben a falut Temes vármegyéhez csatolták, majd gróf Szápáry József vásárolta meg a kincstártól, majd a 18. század végén németek telepedtek ide.
1838-ban gróf Szápáry Mihály volt a földesura, majd az Almássy-család. A 19. század közepén báró Sina György vásárolta meg Nagyfalut. 1877-ben a községben árvíz pusztított, mely a falu felét elöntötte. 1880-tól 191?-ig báró Sina Ifigenia, gróf d'Harcourt Emánuelné  birtoka volt.
A település határában egykor több mára már elpusztult falu is állt: Surányfalu, Szépfalu és Szot, amelyekről egy 1232. évi oklevél emlékezik meg. Ezek a falvak Rohoncával voltak határosak és valószínűleg a tatárjárás alatt pusztultak el.

### Ráróstelke
A mai Temesnagyfalutól éjszakra, az Aranka-patak és a Maros között, feküdt a középkorban.
1403-ban Zsigmond király Tapsoni Anthimi Jánosnak adományozta. 1454-ben tőle Hunyadi János szerezte meg. A falu a 16. századra elpusztult.

### Rimán
Nagyfalu mellett feküdt Rimán falu is, melynek legrégibb birtokosa Szőlősi Petőfi Tamás volt, akinek utód nélküli halála után, 1446-1453 között, Hunyadi Jánosé lett. E falu sem érte meg a 16. századot.

### Rohonca
A mai Temesnagyfalu és a Maros között feküdt Rohonca is, ahol a tatárjárás előtti korszakban ciszterci monostor állt, melyről először 1332-ből maradtak fenn adatok. A tatárjárás alatt elpusztult, többé nem épült fel; plébániája azonban szerepelt az 1333–1335. évi pápai tizedjegyzékben is. 1355-ben Nagy Lajos király a helységet Zynghi Miklós esztergomi érseknek, valamint testvéreinek, Jánosnak és Tamásnak adományozta. Ettől kezdve, Mátyás király uralkodásáig, Nagyfalu sorsában osztozott, Mátyás király Rohoncát a Kéri családnak, adományozta és az övék volt egészen 1556-ig a család kihaltáig, mikor I. Ferdinánd király a falu egy részét Kisserjéni Pálnak, Mihálynak és Dorottyának adományozta.
Temesvár elfoglalása után Rohoncát is elfoglalták a törökök. 1561-ben Serjéni Pál, 1564-ben Mihály volt a földesura.

### Tóti
Temesnagyfalutól keletre, Székesúttól délre feküdt Tóti helység, melyet az 1333–1335. évi pápai tizedjegyzék említett először. 1439-ben Tótit Albert király Marczali Györgynek és rokonainak adományozta. Később Székelyszegi István is szerzett itt birtokokat.
1507-ben a csanádi káptalan is jogot formált a faluhoz. A mohácsi vész utáni korszakban a falu magyar jobbágy lakói elhagyták a települést, helyükbe szerbek költöztek. Az 1557–1558. évi összeírás szerint lakosai mind szerbek voltak. 1561-ben Székelyszegi István és Korláth Istvánné voltak a földesurai. 1597-ben Báthory Zsigmond Lapispataki Segnyey Miklósnak adományozta, akinek hűtlensége után,  Szentandrásy György borosjenői álkapitány szerezte meg, kinek örökösei 1650-ben jogukat a helységre fenntartották.
A 18. század elején Tóti is elpusztult. Az 1723–1725. évi gróf Mercy-féle térképen már csak pusztaként szerepelt.

## Nevezetességei
- Római katolikus temploma 1888-ban épült.
- Görög keleti szerb temploma 1770 körül épült.